# Shepherd's Bush Market (Metropolitano de Londres)
Shepherd's Bush Market é uma estação do Metrô de Londres no distrito de Shepherd's Bush, no oeste de Londres, Inglaterra. Fica nas linhas Circle e Hammersmith & City, entre as estações Goldhawk Road e Wood Lane, e fica na Zona 2 do Travelcard. O Shepherd's Bush Market, que dá nome à estação, é um mercado ao ar livre que corre paralelo à linha ferroviária.

## História

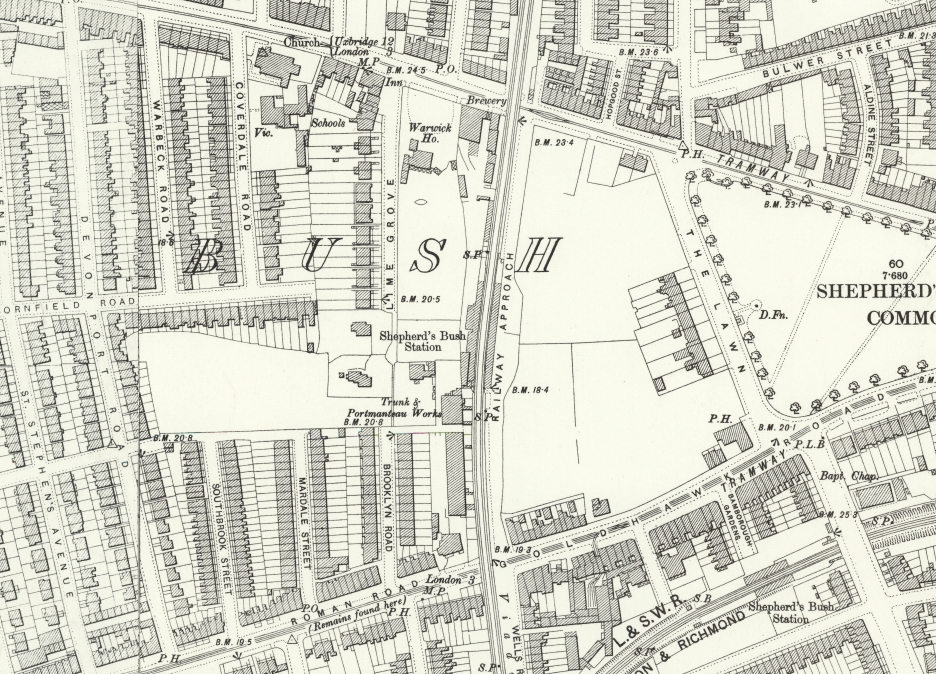
Estação original de Shepherd's Bush em um mapa de 1894

Estações ao redor de Shepherd's Bush

A Metropolitan Railway (MR) inaugurou a estação original em 13 de junho de 1864 como Shepherd's Bush em sua nova extensão para Hammersmith. Ficava na área do Shepherd's Bush Market, ao sul da Uxbridge Road. De 1 de outubro de 1877 até 31 de dezembro de 1906, a MR também operou serviços diretos ao longo desta linha para Richmond via Hammersmith (Grove Road).
A estação original de Shepherd's Bush fechou em 1914 para ser substituída por duas novas estações que foram inauguradas em 1 de abril de 1914: a nova estação de Shepherd's Bush foi instalada a uma curta distância ao norte, na Uxbridge Road e Goldhawk Road cerca de meio quilômetro ao sul. Essas estações permanecem nesses locais, mas não há nada dos antigos edifícios da estação no mercado.
Em 1900, a Central London Railway (CLR) inaugurou sua estação Shepherd's Bush, agora a estação da linha Central, no outro extremo de Shepherd's Bush Green. Durante 108 anos, houve duas estações de metrô com o mesmo nome 0,3 milhas (480 m) separados.
Em 2008, a nova estação ferroviária do London Overground Shepherd's Bush foi inaugurada na West London Line. Para evitar a confusão de três estações chamadas Shepherd's Bush, a estação da linha Hammersmith & City foi renomeada para Shepherd's Bush Market em 12 de outubro de 2008. As outras duas na linha Central e na linha West London são próximas uma da outra e o intercâmbio é permitido, mas não com a estação de metrô Shepherd's Bush Market.

## Localidade
A estação fica no extremo oeste de Shepherd's Bush Green e fica do outro lado da rua do mercado que lhe dá o nome. Os feirantes comercializam na faixa de terra ao lado da linha Hammersmith & City desde 1914, quando o mercado assumiu o primeiro local da estação. A outra extremidade do mercado é servida pela estação de metrô Goldhawk Road.
A estação Shepherd's Bush Market é a estação de metrô mais próxima de vários locais de entretenimento, incluindo o Bush Theatre e o Shepherd's Bush Empire. É também uma das estações de metrô que atendem o Estádio de Futebol Loftus Road, casa do clube de futebol Queens Park Rangers. Os shopping centers Westfield e West12 ficam perto da estação.

## Conexões
As linhas de ônibus de Londres 207, 260 e 283, a linha expressa Superloop SL8 e a linha noturna N207 atendem a estação.